# E. Elias Merhige
Edmund Elias Merhige, conhecido como E. Elias Merhige, (nascido em 14 de junho, 1964) é um diretor de cinema americano nascido no Brooklyn.
Merhige é mais conhecido do público popular pelo filme de 2000 A Sombra do Vampiro, e para o público do underground pelo clássico cult Begotten, de 1991.
Como ele diz em seu comentário de áudio para o DVD de A Sombra do Vampiro, Merhige vê o cinema como a única forma de arte significativa da era presente. Ele considera a literatura e o teatro como formas que estão fora do seu tempo e que tenham sido substituídas pelo cinema. Ele é também muito interessado no ocultismo e paranormal, e as imagens e temas derivados dessas tradições são muito presentes em seus filmes.
Merhige atualmente vive em Los Angeles, Califórnia.

## Filmografia
- Implosion (1983)
- Spring Reign (1984)
- A Taste of Youth (1985)
- Begotten (1991)
- Shadow of the Vampire (2000)
- Suspect Zero (2004)
- Din of Celestial Birds (2006)
- Polia & Blastema (Em desenvolvimento)

## Vídeos musicais
- "Live At The World's End" – Neuraztenik Class Struggle (live)
- "Cryptorchid" – Marilyn Manson
- "Antichrist Superstar" – Marilyn Manson
- "The Heinrich Maneuver" – Interpol
- "Serpentia" – Danzig